# Adam Wąsowski
Adam Wąsowski (ur. 4 listopada 1997 w Szczecinie) – polski piłkarz ręczny, obrotowy, od 2016 do 2022 roku zawodnik Pogoni Szczecin, od lipca 2022 występuje w barwach Górnik Zabrze.
Był zawodnikiem CKS-u Szczecin. W 2016 dołączył do Pogoni Szczecin. W Superlidze zadebiutował 13 września 2016 w meczu z Azotami-Puławy (23:33), w którym rzucił jedną bramkę. Debiutancki sezon 2016/2017 w najwyższej polskiej klasie rozgrywkowej zakończył z 25 występami i 17 golami na koncie. W sezonie 2017/2018 rozegrał 30 meczów i rzucił 15 bramek. W sezonie 2018/2019 wystąpił w 31 spotkaniach, w których zdobył 35 goli.  

## Statystyki
| Pogoń Szczecin                  | 2016/2017 | Superliga | 25 | 17 | 0,7 |
| Pogoń Szczecin                  | 2017/2018 | Superliga | 30 | 15 | 0,5 |
| Pogoń Szczecin                  | 2018/2019 | Superliga | 31 | 35 | 1,1 |
| Pogoń Szczecin                  | Razem     | Razem     | 86 | 67 | 0,8 |
| Stan na koniec sezonu 2018/2019 |           |           |    |    |     |